# Celia Kaye
Celia Kaye (nacida el 24 de febrero de 1942) es una actriz estadounidense. Protagonizó en 1964 la adaptación cinematográfica de Island of the Blue Dolphins, que le valió un Globo de Oro.

## Primeros años
Kaye, de ascendencia alemana y cheroqui, nació en Carthage, Misuri, hija del ingeniero químico John W. Burkholder y su esposa, Kathryn, que dirigía un centro privado de preescolar. Cuando tenía un año, su familia se trasladó a Wilmington, Delaware, donde nació su hermano pequeño Johnny. Se graduó con honores en el Henry C. Conrad High School (actual Conrad Schools of Science). Además de sus intereses en las artes escénicas, que incluían aprender danza y órgano, realizó giras regionales como buceadora y nadadora de exhibición con el club de natación de Wilmington. También trabajó como modelo y se graduó en la Philadelphia Modeling and Charm School.

## Carrera
En 1959, Kaye se trasladó a California, donde obtuvo una beca para el Pasadena Playhouse y se graduó en 1961. Pronto pasó del teatro a la televisión con un papel importante en la comedia de situación The New Loretta Young Show. Su papel en esta serie, como Marnie, la hija de Loretta Young, estuvo a punto de no producirse, ya que en un principio se había elegido a Portland Mason, que más tarde fue despedida. Mientras trabajaba en la serie, continuó su educación, asistiendo por las noches al Los Angeles City College y estudiando jazz moderno en la American School of Dance de Eugene Loring.
Kaye se convirtió en estrella de cine cuando consiguió el papel protagonista de Karana en la película de 1964 Island of the Blue Dolphins, basada en el libro del mismo nombre. En un principio había 1.500 aspirantes para el papel por el que finalmente fue elegida. Aunque el productor desconocía su ascendencia cherokee en el momento de elegirla para el papel, la prensa de la película le dio importancia, destacando el hecho de que parecía "una india con su pelo y piel oscuros". Cuando terminó el rodaje, Kaye se quedó y siguió la posproducción de su primer largometraje. Antes de que se estrenara su primera película, rodó dos proyectos más para Universal Pictures como parte de un contrato de siete años: Wild Seed y Fluffy.
Tras el estreno de Island of the Blue Dolphins, fue galardonada con el Globo de Oro a la actriz revelación más prometedora de 1965, junto a Mia Farrow y Mary Ann Mobley. La película en sí recibió críticas positivas en general, por ser una película infantil entretenida pero simplista, aunque su interpretación recibió críticas más dispares. Stanley Eichelbaum, del San Francisco Examiner, calificó su actuación de bidimensional, mientras que Mae Tinee, del Chicago Tribune, escribió que "maneja un papel difícil con gracia y facilidad."
En los años siguientes apareció en otras películas, programas de televisión y obras de teatro. Por las noches estudiaba antropología y ciencias sociales en la UCLA. A partir de los años sesenta, sus papeles fueron menos frecuentes y de menor envergadura, como el de doble de Merle Oberon en The Day of the Locust. En 1978 ya se la consideraba una "ex actriz", aunque ha seguido interpretando papeles ocasionalmente.

## Vida personal
Kaye se casó con el director John Milius el 26 de febrero de 1978. Tuvieron un hijo juntos y siguen siendo amigos, aunque en 1987 ya estaban divorciados.

## Filmografía

### Televisión
| Año       | Serie                               | Papel          | Notas                                     | Ref(s)        |
| --------- | ----------------------------------- | -------------- | ----------------------------------------- | ------------- |
| 1962      | Tales of Wells Fargo                | Julie Trenton  | Episodio: "The Traveler"                  | [ 1 ]         |
| 1962–1963 | The New Loretta Young Show          | Marnie Massey  | 16 episodios                              | [ 1 ] [ 21 ]  |
| 1963      | The Adventures of Ozzie and Harriet | Celia / Pledge | 1 episodio cada uno                       | [ 22 ]        |
| 1964      | Wagon Train                         | Ann Shelby     | Episodio: "The Clay Shelby Story"         | [ 22 ]        |
| 1965      | The John Forsythe Show              | Connie         | 1 episodio                                | [ 23 ] [ 24 ] |
| 1967      | The Green Hornet                    | Melissa Neal   | 2 episodios                               | [ 22 ]        |
| 1967      | Iron Horse                          | Emily          | Episodio: "Decision at Sundown"           | [ 22 ]        |
| 1967      | Insight                             | Jenny          | Episodio: "All the Little Plumes in Pain" | [ 25 ]        |
| 1970      | The Young Lawyers                   | Helen Nudavik  | Episodio: "Where's Aaron"                 | [ 22 ]        |
| 1973      | Adam's Rib                          | Francis        | Episodio: "Illegal Aid"                   | [ 26 ]        |
| 1973      | Don't Be Afraid of the Dark         | Anne           | Telefilme                                 | [ 23 ]        |
| 1974      | Little House on the Prairie         | Willa Sweeney  | Episodio: "100 Mile Walk"                 | [ 22 ]        |
| 1975      | Police Story                        | Sabina         | Episodio: "The Cutting Edge"              | [ 27 ]        |
| 2015      | CLASS                               | Rose           | acreditada como Celia Milius              | [ 28 ]        |
| 2019      | Holey Moley                         | Ella misma     | Episodio: "An Outbreak of Ginger Fever"   | [ 29 ]        |

### Cine
| Año  | Película                    | Papel             | Notas                                             | Ref(s) |
| ---- | --------------------------- | ----------------- | ------------------------------------------------- | ------ |
| 1964 | Island of the Blue Dolphins | Karana            | Globo de Oro a la nueva estrella del año – Actriz | [ 6 ]  |
| 1965 | Wild Seed                   | Daphne "Daffy"    |                                                   | [ 5 ]  |
| 1965 | Fluffy                      | Sally Brighton    |                                                   | [ 23 ] |
| 1972 | The Final Comedown          | Renee Freeman     |                                                   | [ 30 ] |
| 1976 | Rattlers                    | Woman in Bathtub  |                                                   | [ 31 ] |
| 1978 | Big Wednesday               | Bride of the Bear |                                                   | [ 23 ] |
| 1982 | Conan the Barbarian         | High Priestess    | sin acreditar                                     | [ 22 ] |
| 1988 | Vampire at Midnight         | Sandra            |                                                   | [ 32 ] |
| 2014 | V/H/S: Viral                | Grandma           | acreditada como Celia K. Milius                   | [ 33 ] |
| 2015 | The Lotus Gun               | N/A               | Productora asociada; acreditada como Celia Milius | [ 34 ] |